# Faille est-anatolienne

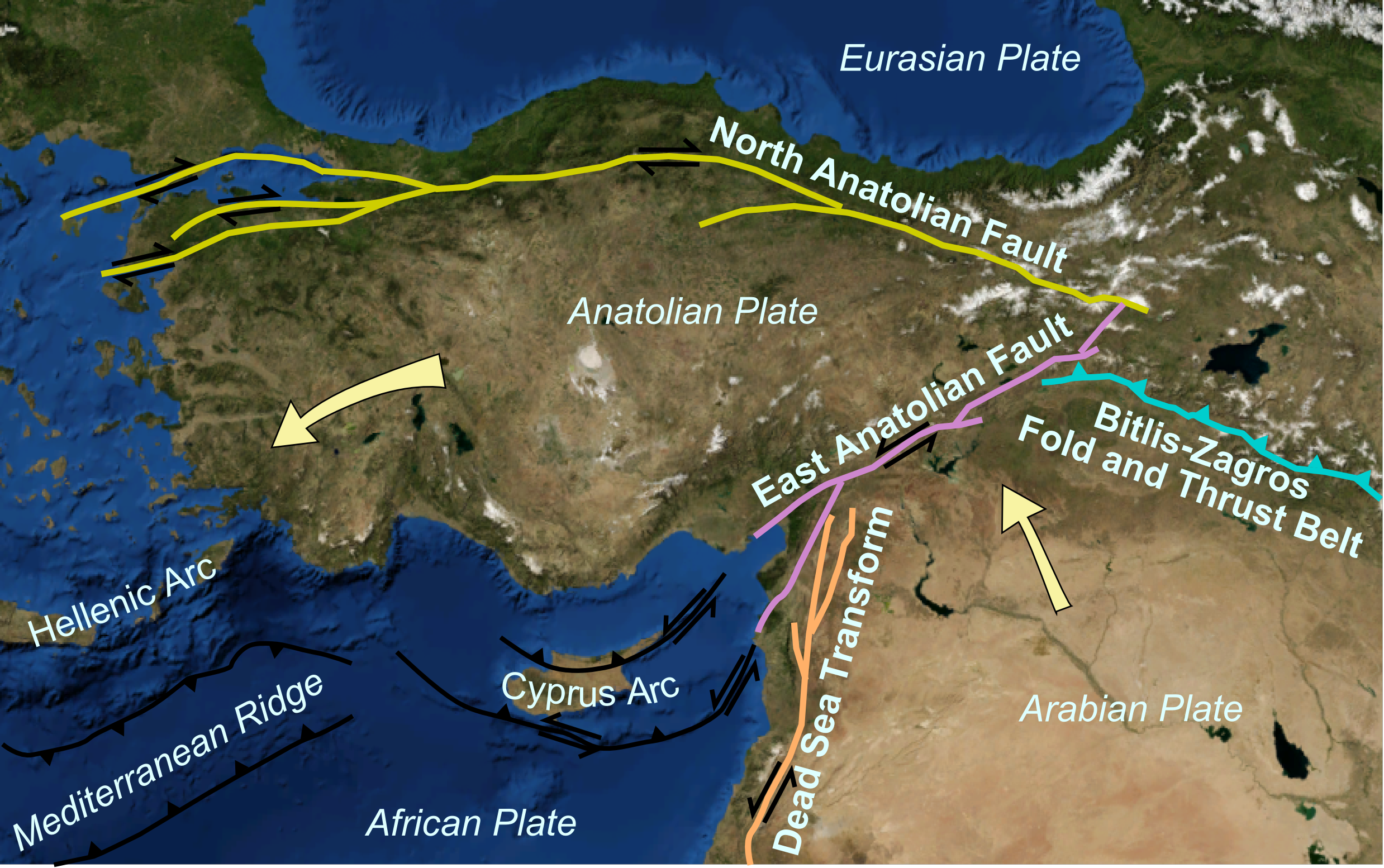
Faille est-anatolienne (en violet).

La faille est-anatolienne est un système de failles de la plaque anatolienne qui forme sa limite avec la plaque arabique. Elle est connectée à la faille du Levant au niveau de la jonction triple de Maras.

## Activité
| Date           | Lieu      | Échelle MSK | Magnitude | Déplacement horizontal (cm) | Notes |
| -------------- | --------- | ----------- | --------- | --------------------------- | ----- |
| 6 février 2023 | Gaziantep | IX          | 7,8       |                             | [ 1 ] |